# Turdus murinus
El zorzal de Pantepui o  paraulata de Pantepui (Turdus murinus) es una especie de ave paseriforme de la familia Turdidae, perteneciente al numeroso género Turdus; hasta el año 2019 era considerada una subespecie del zorzal piquinegro (Turdus ignobilis). Es nativo de la región de los tepuyes del norte de Sudamérica.

## Distribución y hábitat
Se encuentra en los tepuyes del sur de Venezuela, este de Guyana, y norte de Brasil; en el cerro Duida, monte Roraima, montañas Merumé, Auyantepui, Ptaritepui, Sororopán-tepui, Urutani, Cerro de la Neblina, cerros Yavi, Guanay, Camani y Guaiquinima.
Hay muy poca información sobre sus hábitats preferenciales, pero parece preferir bordes de selvas húmedas ( en selvas densas y extensas solamente presente en las orillas de grandes ríos) y crecimientos jóvenes.

## Sistemática

### Descripción original
La especie T. murinus fue descrita por primera vez por el zoólogo británico Osbert Salvin en 1885 bajo el mismo nombre científico; su localidad tipo es: «montañas Merumé, Roraima, 3500~5000 pies (ca. 1070~1640 m), Guyana».

### Etimología
El nombre genérico masculino «Turdus» es una palabra latina que designa a los ‘tordos’ o ‘mirlos’; y el nombre de la especie «murinus» en latín moderno significa ‘gris ratón’.

### Taxonomía
La presente especie y Turdus arthuri fueron tradicionalmente consideradas como subespecies de Turdus ignobilis, pero estudios filogenéticos conducidos en los años 2010 concluyeron que T. murinus es pariente muy distante de ignobilis, y que T. arthuri, a pesar de más próxima, también es distante. La separación de las dos especies fue reconocida en la Propuesta No 814 al Comité de Clasificación de Sudamérica (SACC) en marzo de 2019. Es monotípica.